# اخوان‌المسلمین سوریه
اخوان المسلمین سوریه شاخه‌ای از جنبش اسلام‌گرای سنی اخوان‌المسلمین به‌شمار می‌رود. اخوان سوریه بسیار به اخوان‌المسلمین مصر وابسته است.

## پیشینه
در سال ۱۹۳۵، در شهر حلب، اخوان المسلمین سوریه به پیروی از اخوان مصر به وسیله مصطفی السیاعی تشکیل شد. هدف از تشکیل این گروه مبارزه با اشغال سوریه توسط فرانسه، بهبود اوضاع اقتصادی سوریه و احیای اسلام در جهان عرب بود.

### شباب محمد
در سال ۱۹۳۷ گروهی از جوانان سوری، متشکل از دانشجویان و طلاب دینی مسولیت اخوان سوریه را به عهده گرفتند. آنان به دلیل خشونت موجود در رژیم اشغالگر فرانسه با نام‌هایی مختلف و متفاوت از اخوان‌المسلمین، انجمن‌هایی در حلب، دیرالزور، لاذقیه، بیروت و … تأسیس کردند. این جوانان خود را با نام شباب محمد (جوانان محمد) می‌خواندند. ۲ سازمان شبهه نظامی سرایا و فتوه توسط این گروه تشکیل شد.
در سال ۱۹۴۴، در کنفرانسی قرار بر این شد که دفتر مرکزی حزب در حلب منحل و کمیته مرکزی عالی به ریاست مصطفی السیاعی در دمشق آغاز به کار کند. در این کنفرانس تصمیم گرفته شد که تمام انجمن‌هایی که در خط اخوان هستند با نام و آیین‌نامه واحد متحد شوند. بداین منظور خانه چاپ و نشر عرب را در حلب تشکیل داده، روزنامه المنار را منتشر کرده و نیز یک کارخانه نساجی را دایر کردند.

### کنفرانس یبرد
پس از اتحاد انجمن‌های اخوان در سوریه و لبنان، کنفرانس یبرید در سال ۱۹۴۶ برنامه‌های اخوان را برشمرد

### جنگ فلسطین
اخوان سوریه به شدت از فرقه‌ای جلوه کردن ابا داشت. به حدی که می‌گفتند می‌توانند مبلغان مسیحی را نیز در میان خود بپذیرند. اخوان سوریه در طی جنگ فلسطین گردانی را به فرماندهی مصطفی السیاعی تأسیس کرد.

### انحلال
در سال ۱۹۵۲، متعاقب شکست اعراب از اسرائیل سرهنگ ادیب شیشکلی فرمان سرکوب و انحلال اخوان را صادر کرد. اخوان قبل از این فرمان به دنبال گسترش و توسعه خود در سوریه بود.

### وحدت مصر و سوریه
در میان سال‌های ۵۸–۶۱ که مصر با سوریه متحد شده بود، هم به دلیل حمایت طبقه متوسط شهری اهل سنت طرفدار ناصر بود و هم به دلیل تماسل خود السیاعی برای کمک به ناصر، اخوان سوریه فعال نبود. درست پس از جدایی مصر ز سوریه، اخوان توانست ۱۰ کرسی از پارلمان را بدست آورد. ولی این موفقیت دیری نپایید. اخوان در مارس ۱۹۶۳، پس از قدرت یافتن حزب بعث سرکوب و رهبر جدید آن عصام عطار تبعید شد.

### دوران حکومت حزب بعث
اخوان در دوران زمامداری حزب بعث در سوریه به دلیل تفکرات سکولار آن و پیاده شدن سکولاریز در پایه‌ّای حکومت، همواره با آن مقابله و درگیری داشت.
شورش سال ۱۹۷۳ توسط اخوان به دلیل تدوین قانون اساسی سکولار جدید سوریه برپا شد. به دنبال آن حافظ اسد شرط مسلمان بودن رئیس‌جمهور را به قانون اساسی اضافه کرد؛ به حج رفت و در نماز جمعه دمشق شرکت کرد.
اواسط دهه ۷۰، که عدنان سعدالدین رهبری اخوان را به عهده گرفت، همراه با چندین مرحله جهاد علیه رژیم بعث بود. دخالت رژیم بعث در جنگ داخلی لبنان، فساد حکومتی، تورم و گرفتن پست‌های حکومتی توسط علوی‌ها و مخصوصاً خاندان اسد، از عوامل جهاد علیه رژیم بعث بود.
در مرحله نخست که در سال ۱۹۷۶ آغاز شد، رهبران علوی، مأموران امنیتی و حزبی هدف قرار گرفتند. مرحله بعد در ژوئن سال ۱۹۷۹ با قتل ۳۹ دانشجوی علوی دانشکده افسری و حمله به مراکز حزب بعث و پلیس و ساختمان‌های دولتی آغاز شد.
در شدیدترین بخش، در مارس ۱۹۸۰، به دنبال ۱۷امین سالگرد کودتای حزب بعث، اخوان تظاهرات وسیعی در شهرهای مختلف سوریه برپا کرد. متعاقب آن سو قصدی به حافظ اسد توسط اخوان صورت گرفت که ناکام ماند. این اتفاق اعدام و دستگیری بسیاری از اعضای اخوان را به دنبال داشت. در حقیقت از سال ۱۹۷۶ تا ۱۹۸۰، سوریه درگیر جنگ داخلی بین اخوان و رژیم بعث سوریه بود.
نقطه اوج این درگیری در شهر حما اتفاق افتاد، پس قیام اخوان در شهر حما موجب حمله همه‌جانبه رژیم بعث از زمین و هوا به این شهر شد. در این واقعه که به کشتار حما معروف است. در نتیجه این حمله رژیم بعث به حما نزدیک به ۳۰ هزار غیرنظامی کشته شدند.
درگیری بین اخوان و اسد تا زمان مرگ او ادامه داشت.

### دوران بشار اسد
در دوران بشار اسد، هرچند رهبر اخوان در تبعید بود ولی بسیاری از اعضای اخوان سوریه از زندان آزاد شدند. رهبران اخوان در سال ۲۰۰۶ تمایل خود به سرنگونی مسالمت‌آمیز رژیم موجود و سرکار آمدن یک حکومت مدنی دموکراتیک را عنوان کردند.

## شاخه نظامی
تیپ توحید، شاخه نظامی اخوان سوریه در جنگ داخلی سوریه است.